# Baia dei Castelli
La baia dei Castelli o delle Castella, chiamato anche golfo dei Castelli, delle Castella o, in passato, canale dei Castelli (in croato Kaštelanski zaljev), è un tratto di mare lungo la costa dalmata, in Croazia, compreso tra la terraferma, a nord, e la penisola di Spalato e l'isola di Bua (Čiovo) a sud. La baia è una delle parti più inquinate del mare Adriatico.

## Geografia
A ovest il breve canale di Traù (Trogirski kanal) mette in comunicazione la baia dei Castelli con la baia di Traù (Trogirski zaljev); il lato sud-ovest dell'insenatura è chiuso dall'isola di Bua e quello sud-est dalla penisola di Spalato. Punta Giove (rt Čiova), l'estremità orientale di Bua, che dista solo un paio di chilometri da punta San Giorgio (rt Marjan), l'estremità occidentale della penisola di monte Mariano, costituiscono il passaggio al canale di Spalato.
Sulla costa nord, detta riviera de' Castelli, si trova la città di Castelli, da cui il nome della baia, suddivisa in sette frazioni. Esse sono, da ovest a est: Castel Stafileo (Kaštel Štafilić), Castel Nuovo (Kaštel Novi), Castel Vecchio (Kaštel Stari), Castel Vitturi (Kaštel Lukšić), Castel Cambi (Kaštel Kambelovac), Castel Abbadessa (Kaštel Gomilica) e Castel San Giorgio (Kaštel Sućurac).
A est dove sfocia il fiume Jadro, c'è la città di Salona (Solin) e la parte più orientale della baia dei Castelli è denominata appunto valle di Solona o golfo Salonitano; lì si trova, sull'omonima piccola penisola, l'abitato di Vragnizza (Vranjic), detto anche Venezia Piccola.
Nella parte orientale della baia si trovano un isolotto e alcuni scogli:
- Barbarinazza, a nord-ovest di Vragnizza.
- scogli Galera[8]: 
  - Galera grande[17] (Školjić), ha un'area di 978 m²[18]; è situato a nord della penisola di monte Mariano, all'ingresso di porto Paludi[19] o val dei Paludi[8] (luka Poljud) 43°31′21″N 16°24′55″E.
  - Galera piccolo[17], secondo altre fonti Galera Grande[20] (Galija), ha un'area di 483 m²[18]; è situato tra porto Paludi e Castel San Giorgio e 2,1 km a ovest di Barbarinazza 43°31′56″N 16°25′08″E. A ovest-sud-ovest da questo scoglio, a circa 760 m, si trovano le secche Galera (plićak Galija).

### Cartografia
- (HR) Mappa topografica della Croazia 1:25000, su preglednik.arkod.hr. URL consultato il 27 febbraio 2017.
- G. Giani, Carta prospettiva delle Comuni censuarie della Dalmazia, foglio 6, 1839. Fondo Miscellanea cartografica catastale, Archivio di Stato di Trieste.
- Carta di cabottaggio del mare Adriatico, foglio IX, Milano, Istituto geografico militare, 1822-1824. URL consultato il 29 dicembre 2020 (archiviato dall'url originale il 13 aprile 2013).